# Cassida lineola
Cassida lineola es un coleóptero de la familia Chrysomelidae.
Fue descrita científicamente en 1799 por Creutzer.